# Saudi National Bank
Saudi National Bank — крупнейший банк Саудовской Аравии, образовавшийся 1 апреля 2021 года слиянием National Commercial Bank (NCB) и банка Samba, первого и четвёртого банков страны.

## История
National Commercial Bank (Национальный коммерческий банк) был основан Салимом Ахмедом Бин Махфузом (Salim Ahmed Bin Mahfouz) и партнёрами в Джидде в 1953 году на основе открытой в 1939 году конторы по обмену валют. В 1999 году правительство Саудовской Аравии приобрело 50 % акций банка у семьи основателя. Халид Бин Махфуз был смещён с постов председателя и главного управляющего. В 2001 году у Бин Махфузов были выкуплены оставшиеся акции. В 2004 году банк объявил о приведении своей деятельности к нормам шариата. В 2006 году была создана дочерняя страховая компания Alahli Takaful Company (такафул — не противоречащая исламу форма страхования), а в 2007 году — NCB Capital Company, занимающаяся управлением активами и брокерскими услугами. В 2008 году была куплена 60-процентная доля в турецком банке Türkiye Finans
Katılım Bankası; позже доля была увеличена до 67 %.
Samba — это сокращение от Saudi American Bank (Саудовско-Американский банк). Первое отделение в Джидде американский Ситибанк открыл в 1955 году, в 1966 году — в Эр-Рияде. В 1980 году из этих отделений был создан Saudi American Bank, в котором Ситибанку принадлежало 40 % акций. В 1999 году он был объедиён с United Saudi Bank, доля Ситибанка сократилась до 23 %, хотя он оставался крупнейшим акционером. В 2003 году название банка было сокращено до Samba, а в 2004 году Ситибанк продал свою долю и ушёл с аравийского рынка. В 2007 году была куплена 68-процентная доля в пакистанском Crescent Commercial Bank с 37 отделениями.
В апреле 2021 года произошло слияние National Commercial Bank (NCB) и Samba, оцененное в 15,3 млрд долларов. Объединённый банк стал третьим крупнейшим на Ближнем Востоке после Qatar National Bank и First Abu Dhabi Bank. Крупнейшим акционером остался Инвестиционный фонд Министерства финансов Саудовской Аравии (37,2 %).

## Деятельность
Сеть объединённого банка состоит из 504 отделений и 3272 банкомата. Сумма активов двух банков на конец 2020 года составила 896 млрд риалов ($239 млрд, 599 млрд у NCB и 297 млрд у Samba), из них 503 млрд пришлось на выданные кредиты; принятые депозиты составили 624 млрд риалов.